# Championnat d'Afrique féminin de basket-ball 1968
Navigation
Guinée 1966 Togo 1970
Le Championnat d'Afrique féminin de basket-ball de la FIBA 1968 est le 2e championnat FIBA Afrique pour les femmes, placé sous l’égide de la FIBA, instance mondiale régissant le basket-ball. 
Le tournoi a été organisé par la République arabe unie (actuelle Égypte) du 9 au 15 septembre 1968 au Caire. Il a été remporté par le pays hôte.

## Compétition
La compétition se déroule sous forme d'un championnat où chaque équipe rencontre une fois chaque adversaire.
| Rang | Équipe                | Pts | J | G | P | Pp  | Pc  | Diff |
| ---- | --------------------- | --- | - | - | - | --- | --- | ---- |
| 1    | République arabe unie | 8   | 4 | 4 | 0 | 272 | 91  | 181  |
| 2    | Sénégal               | 7   | 4 | 3 | 1 | 224 | 99  | 125  |
| 3    | Mali                  | 6   | 4 | 2 | 2 | 150 | 157 | -7   |
| 4    | Algérie               | 5   | 4 | 1 | 3 | 111 | 204 | -93  |
| 5    | Somalie               | 4   | 4 | 0 | 4 | 48  | 254 | -206 |

## Effectifs
Les joueuses suivantes ont participé au Championnat d'Afrique : 
- Égypte : Abla Salah El Dine, Soad Mohamed, Sanaa Ismaïl, Wafaa Salah El Dine, Magda El Badrawy, Layla Ghatass, Kamelya Gamba